# Nicholas Lyndhurst
Nicholas Simon Lyndhurst (20. travnja 1961.) je engleski glumac, najpoznatiji kao Rodney Trotter iz BBC-eva sitcom-a "Mućke " i Gary Sparrow u sitcom-u "Laku noć, srce", Dan Griffin u BBC drami "New Tricks" i Adam Parkinson u seriji Carle Lane "Butterflies". Lyndhurst je također bio istaknut kao Ashley Philips u "The Two of Us", kao Fletchov sin Raymond u "Going Straightu", nastavku klasičnog britanskog sitcom-a "Porridge", Jimmy Venables u "After You've Gone" i kao Freddie 'The Frog' Robdal u "Only Fools and Horses prequel Rock & Chips".
Nicholas Simon Lyndhurst rođen je 20. travnja 1961. u Emsworthu, Hampshire, gdje je i odrastao. Kao mladić pohađao je školu glume Corona Theatre School.
U kasnim 1970-ima pojavljuje se u nizu televizijskih oglasa i dječjih filmova. U dobi od sedamnaest godina Lyndhurst je dobio svoje prvo nacionalno priznanje za glumu u sitcom-u Butterflies kojeg je napisala Carla Lane, a u kojem je igrao ulogu lika Adam Parkinson. 
Nastupio je u seriji "Only Fools and Horses" u kojoj je igrao ulogu lika Rodney Trotter, mlađeg brata glavnog lika Derek "Del Boy" Trottera. Only Fools and Horses započeli su kao mala komedija 1981. i brzo su postali vrlo popularni, sve dok serija nije dosegla svoj vrhunac 1996. godine. Lyndhurst se pojavljuje u emisiji od samog početka, sve do konačne i posljednje epizode na Božić 2003. Only Fools and Horses je proglašen britanskim No.1 sitcom-om u anketi BBC-a, 2004. godine. 
Godine 1986 imao je manji ulogu u filmu Gunbus / SkyBandits. Međutim, film nikada nije zaživio u britanskim kinima, već je odmah snimljen na video kazetu. Tijekom devedesetih godina, Lyndhurst se također pojavio na ITV-u (komercionalnoj televizijskoj mreži Ujedinjenog Kraljevstva), u serijama The Two of Us s Janet Dibley i The Piglet Files, kao i u brojnim ostalim scenskim izvedbama. 
Između 1993. i 1999. godine igrao je složeni vodeći lik Gary Sparrowa u fantastičnoj seriji Goodnight Sweetheart. Otprilike u isto vrijeme, bio je lice i glas na televiziji i radio spotovima za telekomunikacijski lanac People's Phone. Godine 1997. ponuđena mu je glavnu uloga Garyja u Full Montyj'u, ali ulogu je odbio.
Između 1997. i 1999. Lyndhurst je bio javno lice trgovine lanaca tiskanice WH Smith. Osvojio je nagradu BAFTA za svoje djelovanje u reklamama. 
Godine 2006. pojavio se kao vozač Cruella de Vil, Reg Farnsworth, u dječjoj predstavi koja se održava u Palači.
u 2007, Lyndhurst se vratio na BBC u svoj prvi novi sitcom nakon četrnaest godina, u kojem igra razvedenog oca koji se brine o svojoj kćeri (Dani Harmer) i sinu (Ryan Sampson ) zajedno sa svojom punicom, koju glumi Celia Imrie, nakon što njegova bivša žena, medicinska sestra, odlazi u misiju.
Godine 2013., pridružio se glumačkom timu britanske drame New Tricks.
Godine 2014., Lyndhurst je ponovno oživio lik Rodney Trotter iz serije Only Fools and Horses za potrebe emitiranja Sport Relief Special 21. ožujka 2014. godine. Godine 2016., Lyndhurst je ponovno oživio svoj lik Gary Sparrow iz serije Goodnight Sweetheart u jednokratnoj posebnoj epizodi koja je emitirana 2. rujna 2016. godine.
Danas živi u zapadnom Sussexu sa suprugom Lucy, bivšom baletankom (oženio se u Chichesteru, West Sussex, 1999.). Zajedno su imali sina Archieja koji je preminuo 2021. Lyndhurst se u slobodno vrijeme bavi podvodnim ronjenjem i pilotiranjem vlastitih zrakoplova. 